# Schichau-Seebeckwerft
Pour les articles homonymes, voir Seebeck.
Ne doit pas être confondu avec Schichau-Werke.
Schichau Seebeckwerft (SSW) est un ancien chantier naval allemand situé à Bremerhaven qui a fermé définitivement le 31 juillet 2009. Son nom est le résultat de la fusion en 1988 entre Schichau Unterweser AG et Seebeckwerft AG.
Il a produit essentiellement des ferries, des navires porte-conteneurs et des paquebots de croisière.
Le chantier, d'une superficie d'environ 186 200 mètres carrés, employa jusqu'à 380 salariés permanents.
Il a construit des navires jusqu'à 210 mètres de longueur et 30 mètres de largeur.

## Navires de croisière
- Seabourn Pride (1989)
- Seabourn Spirit (1989)
- Seabourn Legend (1992)

## Ferry
- M/S Peter Pan (2001)

## Porte-conteneurs
- Pagnol (1976) et Raimu (1976), porte-conteneurs de 680 EVP - Longueur 173 m, 8 000 t pour le compte de la compagnie de navigation mixte.